# Schizothorax biddulphi
Schizothorax biddulphi är en fiskart som beskrevs av Günther, 1876. Schizothorax biddulphi ingår i släktet Schizothorax och familjen karpfiskar. Inga underarter finns listade i Catalogue of Life.